# Dolmen von Mané-Bogad

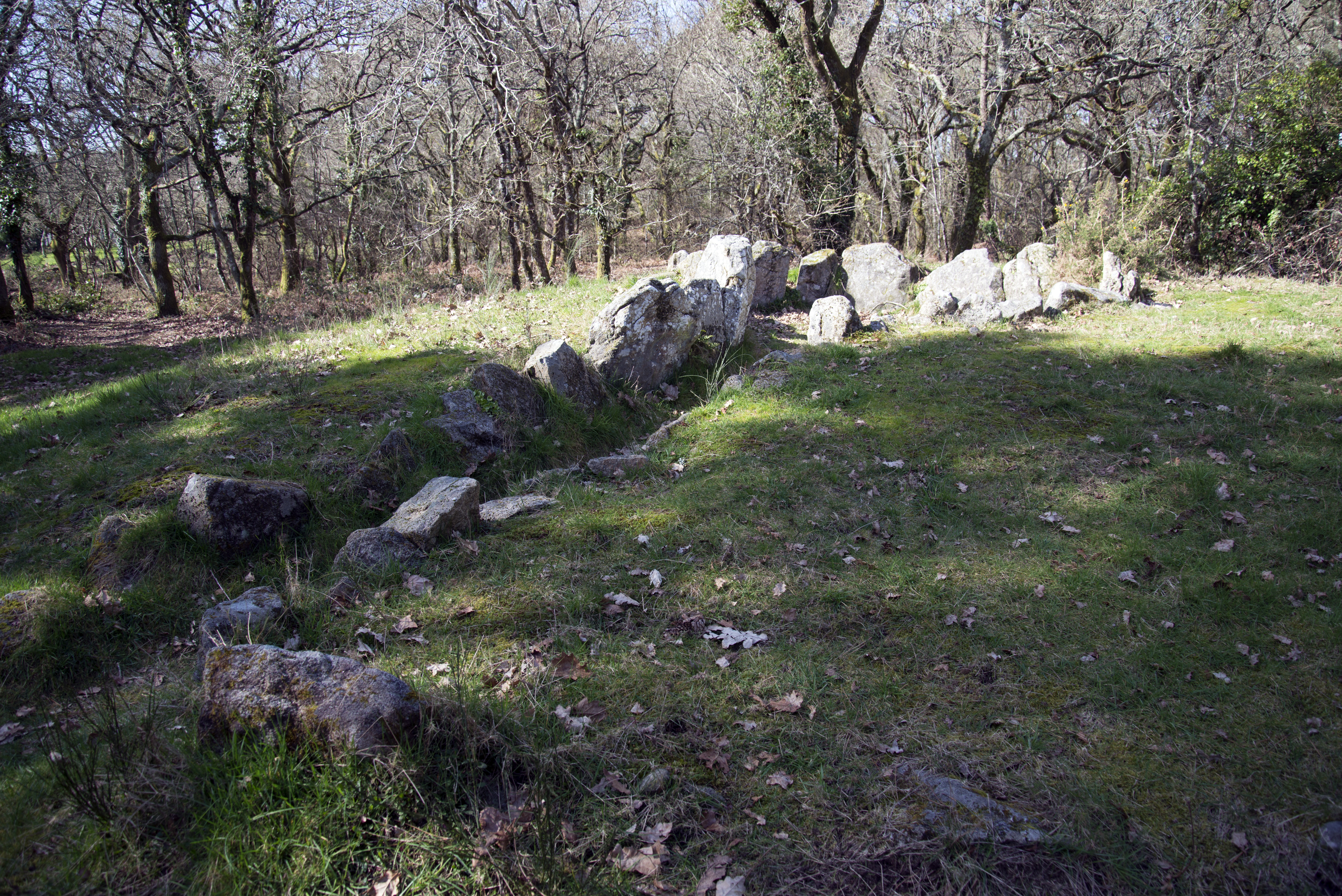
Dolmen von Mané-Bogad

Der Dolmen von Mané-Bogad (auch Mané-Boguat geschrieben) ist ein neolithischer Dolmen à couloir (Dolmen mit Gang) mit runder Kammer, ohne erhaltene Decke, in den Resten eines Tumulus. Dolmen ist in Frankreich der Oberbegriff für neolithische Megalithanlagen aller Art (siehe: Französische Nomenklatur).
Der nach Süden offene Dolmen liegt in einem Wald etwa einen Kilometer westlich von Ploemel im Département Morbihan in der Bretagne in Frankreich. Er ist etwa 9,0 m lang und 6,0 m breit. Nahezu alle Tragsteine der Kammer und des Ganges sind, wenn auch teilweise beschädigt, erhalten.

Dolmen von Mané-Bogad
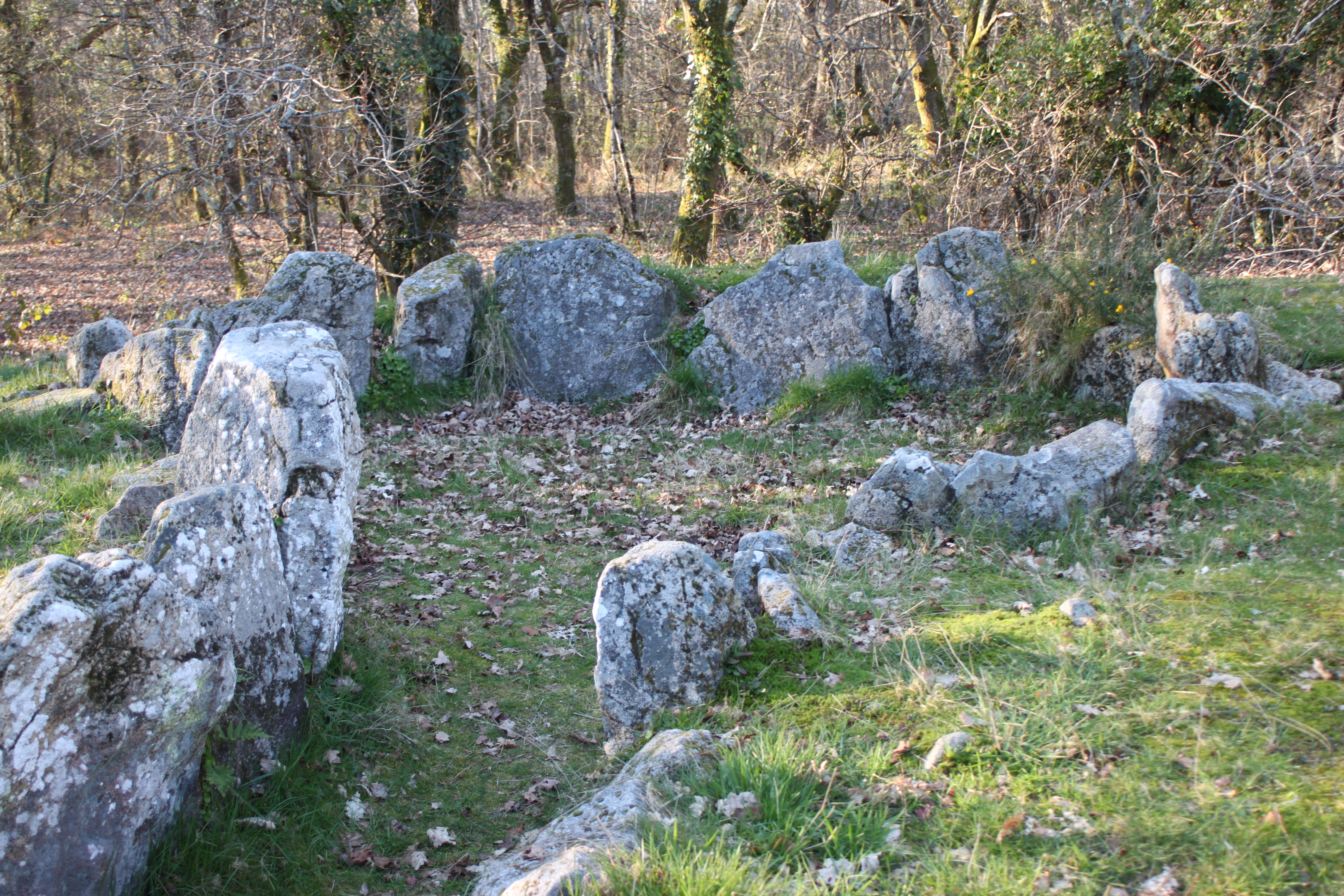
Mané-Bogad
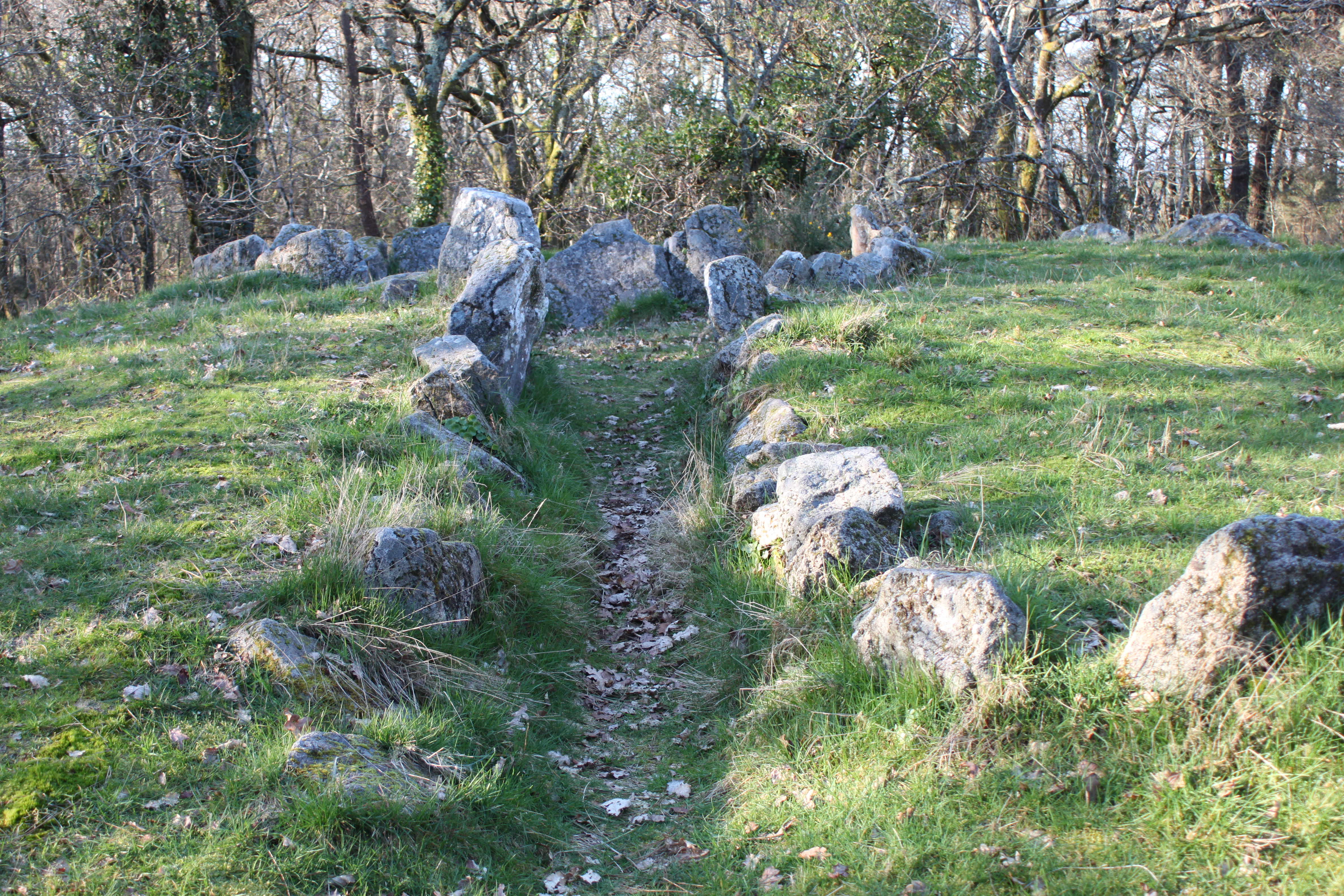
Mané-Bogad

Der Dolmen wurde 1931 als Monument historique eingestuft.